# Dan Byrd

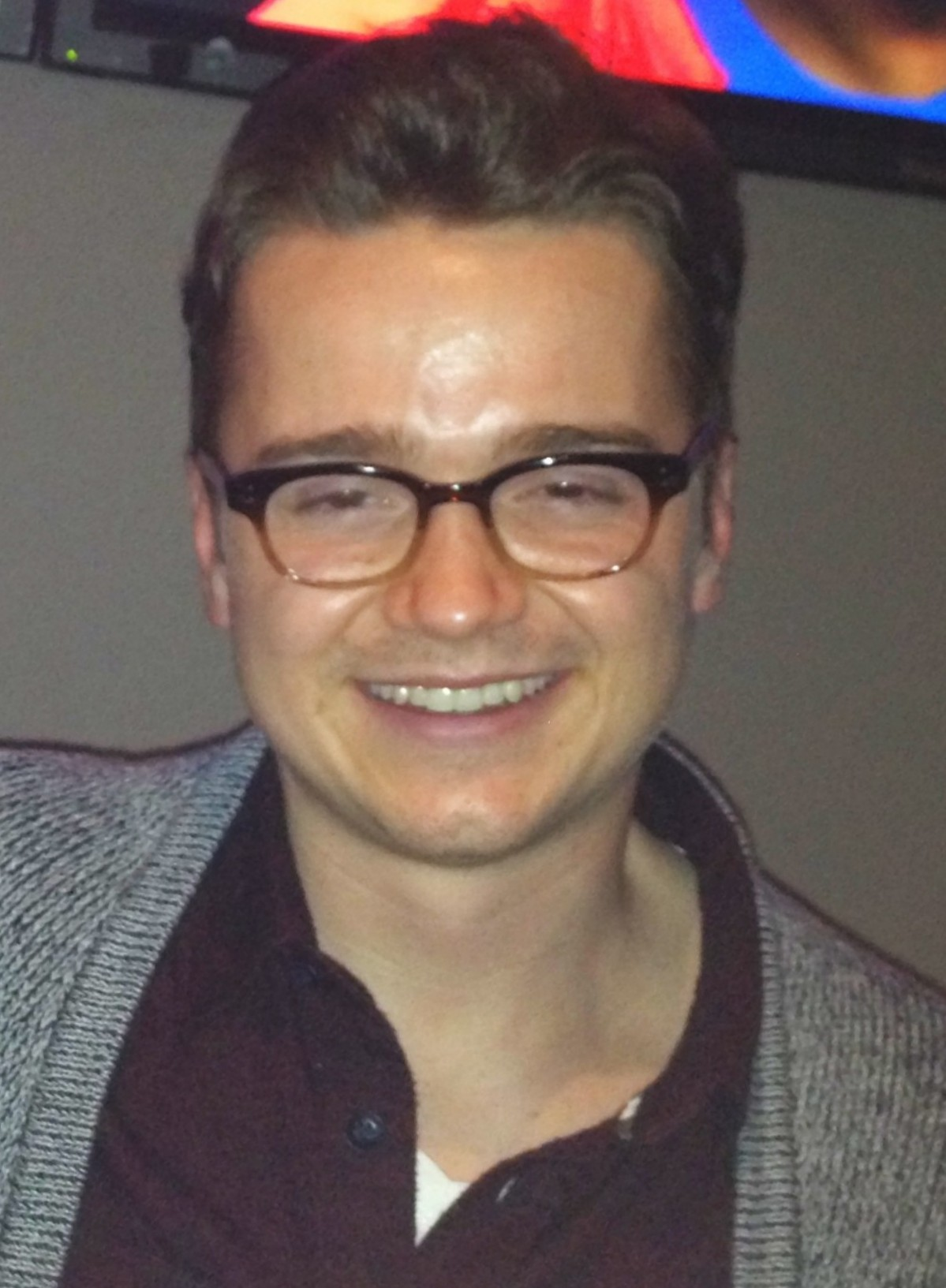
Dan Byrd im Februar 2012

Dan Byrd (* 20. November 1985 in Marietta, Georgia) ist ein US-amerikanischer Schauspieler.

## Karriere
Dan Byrd spielte in der Fernsehserie Clubhouse eine der Hauptrollen, in der kurzlebigen Sitcom Aliens in America spielte er die Hauptrolle des Justin Tolchuck. Im Kino war er 2004 in Cinderella Story an der Seite von Hilary Duff zu sehen. Zudem spielte er 2006 in dem Horror-Remake The Hills Have Eyes – Hügel der blutigen Augen die Rolle des Bobby Carter.
Seit 2009 stellt Byrd in der Fernsehserie Cougar Town den Sohn der Hauptfigur, gespielt von Courteney Cox, dar. 2010 war er in Einfach zu haben und als gleichnamige Hauptfigur in Norman zu sehen.

## Filmografie (Auswahl)
- 1999: The first of May - Am ersten Mai Film
- 2001: Emergency Room – Die Notaufnahme (ER, Fernsehserie, Folge 8x07)
- 2002: Feuerteufel 2 – Die Rückkehr (Firestarter 2: Rekindle)
- 2004: Salem’s Lot – Brennen muss Salem (Salem’s Lot)
- 2004: Cinderella Story (A Cinderella Story)
- 2004–2005: Clubhouse (Fernsehserie, 11 Folgen)
- 2005: Checking Out – Alles nach meinen Regeln (Checking Out)
- 2006: Mortuary
- 2006: The Hills Have Eyes – Hügel der blutigen Augen (The Hills Have Eyes)
- 2006: Outlaw Trail
- 2006: CSI: Vegas (CSI: Crime Scene Investigation, Fernsehserie, Folge 2x15)
- 2006: Jam
- 2006: Lonely Hearts Killers (Lonely Hearts)
- 2007: Ghost Whisperer – Stimmen aus dem Jenseits (Ghost Whisperer, Fernsehserie, Folge 2x17)
- 2007: Boston Legal (Fernsehserie, Folge 3x24)
- 2007–2008: Aliens in America (Fernsehserie, 18 Folgen)
- 2008: Greek (Fernsehserie, Folge 2x09)
- 2008–2009: Heroes (Fernsehserie, 3 Folgen)
- 2010: Einfach zu haben (Easy A)
- 2010: Norman
- 2009–2015: Cougar Town (Fernsehserie, 102 Folgen)
- 2012: Suburgatory (Fernsehserie, Folge 1x11)
- 2014: Mad Men (Fernsehserie, Folge 7x01)
- 2015: Scandal (Fernsehserie, 2 Folgen)
- 2017: The Good Doctor (Fernsehserie, Folge 2x10)
- 2019: Unbreakable Kimmy Schmidt (Fernsehserie, Folge 8x04 Kimmy steckt in einem Liebesviereck)
- 2020: Utopia (Fernsehserie, 8 Folgen)
- 2021–2023: Young Sheldon (Fernsehserie, 8 Folgen)